# Lagerschale

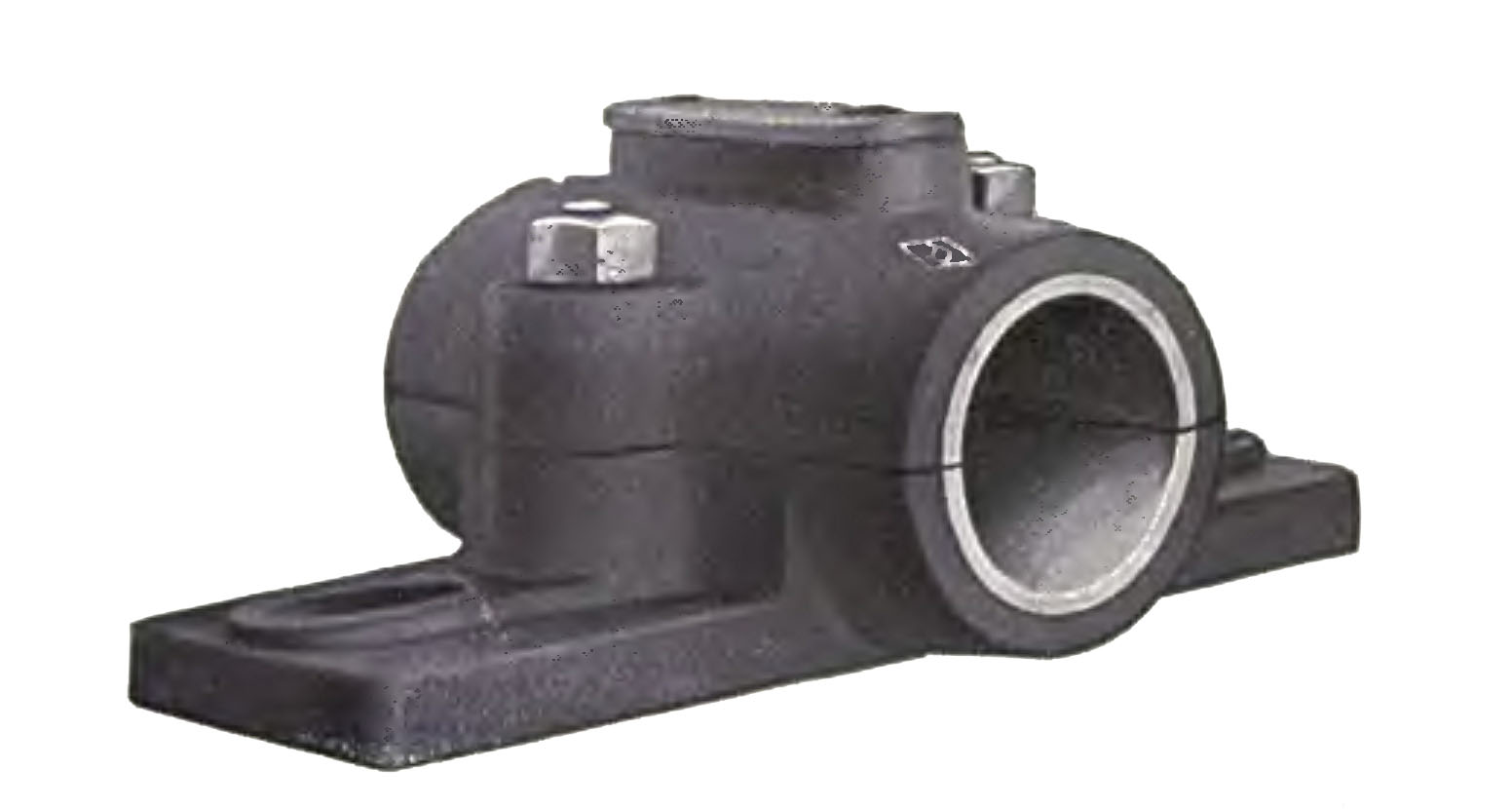
Gleit-Lagergehäuse, geteilt, unterer Teil mit Montageplatte erweitert

Die Lagerschale (auch Lagerbuchse) ist der äußere Teil eines  radialen Gleitlagers. Sie hat die Form eines Hohlzylinders, der die radial zu lagernde Welle umschließt. Meistens ist sie zweigeteilt, so dass die beiden Hälften in radialer Richtung an die Welle herangeführt werden können.
Als Lagerschalen werden auch die Außenringe von Wälzlagern bezeichnet.